# Piklírna
Piklírna je původně americký animovaný televizní seriál.
Vysílal se na platformě Netflix v letech 2021—2023 včetně českého dabingu. Divácky přitažlivým způsobem přibližuje prostředí a téma konspiračních teorií.

## Děj
Hlavní postavou je vědkyně Reagan Ridleyová, která se svým otcem prožívá či odhaluje různé konspirační teorie, například reptiliány či konspirace kolem přistání lidstva na Měsíci.